# اچ‌ام‌اس لنکستر کسل
اچ‌ام‌اس لنکستر کسل (به انگلیسی: HMS Lancaster Castle) یک کشتی بود که طول آن ۲۵۲ فوت (۷۷ متر) بود. این کشتی  در سال ۱۹۴۴ ساخته شد.